# Tim Alexander
Tim Alexander, noto anche come Herb (Havelock, 10 aprile 1965), è un batterista statunitense.
È noto per essere stato il batterista del gruppo alternative metal Primus fino ad ottobre 2024.

## Biografia
Inizia a suonare la batteria ispirato da John Bonham dei Led Zeppelin e Neil Peart dei Rush. Negli anni ottanta suona nel gruppo ska Major Lingo, prima di entrare nei Primus, coi quali rimane fino al 1996, momentaneamente sostituito da Bryan Mantia, per poi rientrare nel 2003 e restarvi fino alla fine del decennio.
È stato inoltre il primo batterista degli A Perfect Circle.
Tra gli altri progetti a cui ha partecipato vi sono gli Attention Deficit dal 1998 al 2001, i Fata Morgana nel 2005, gli Into The Presence nel 2009, e dal 2007 è membro dei Puscifer, progetto di Maynard James Keenan.

## Strumentazione
Batteria Tama
- cassa 18"x20"
- cassa 16"x18"
- rullante in bronzo 5.5"x14" PBZ355
- rullante in acero 6"x14" Starclassic G
- tom 8"x8"
- tom 9"x10"
- tom 10"x12"
- floor tom 14"x14"
- floor tom 16"x16" Floor Tom
- Gong Bass Drum 14"x20"
- Octoban Low-Pitch Set

Hardware Tama
Piatti Zildjian
- 9.5" + 6" Zil-Bells
- 13" Z Custom Dyno Beat Hi-Hats
- 18",17" + 16" A Medium Crashes
- 18" A Rock Crash
- 6" + 8" A splash
- 12" A Special Recording Hi-Hats
- 13" A New-Beat Hi-Hats
- 18" Oriental China Trash
- 22" K Custom Ride.

Bacchette Zildjian
"Tim Alexander Artist Series" (lungh. 16", diam. 0.53")
Pelli Remo

## Discografia
Primus
- 1989 - Suck on This
- 1990 - Frizzle Fry
- 1991 - Sailing the Seas of Cheese
- 1992 - Miscellaneous Debris
- 1993 - Pork Soda
- 1995 - Tales from the Punchbowl
- 2003 - Animals Should Not Try to Act Like People
- 2014 - Primus & the Chocolate Factory with the Fungi Ensemble

Laundry
- 1994 - Blacktongue
- 1999 - Motivator

A Perfect Circle
- 2000 - Mer de Noms (brano The Hollow)

Attention Deficit
- 1998 - Attention Deficit
- 2001 - The Idiot King

Fata Morgana
- 2005 - This Is a Dream

Puscifer
- 2007 - "V" Is for Vagina
- 2009 - "C" Is for (Please Insert Sophomoric Genitalia Reference Here)

Into The Presence
- 2009 - Into The Presence (2009)